# ゆぅちゃん・ゴーちゃん
ゆぅちゃん・ゴーちゃんとは、新潟県のテレビ朝日（ANN）系列局・新潟テレビ21（UX）のマスコットキャラクター。

## 概要
2010年4月3日、新潟県新潟市中央区にある複合施設「LEXN」に入居しているUXのサテライトスタジオ「LEXN STUDIO」（UXレクスタ）のこけら落としとして、同日13時55分から1時間の「春のUX全部見せます〜レクスタ誕生!新番組も始まるよSP〜」という生放送特番の中で、新しいUXのマスコットキャラクターとして登場。

## プロフィール
- 誕生日：共に5月5日（新潟テレビ21の地上デジタル放送のリモコンキーID『5』に掛けた）[1]
- 種類：普段はテレビやパソコンの中に潜んでいるが、気が向くと表に飛び出し遊びまわるちょっといたずら好きな「デジタル生命体」

### ゆぅちゃん
- 名前の由来：同局のコールサインおよび略称『UX』から
- 頭についた羽根が特徴。
- 好奇心いっぱい!遊び心いっぱい!
- 自分でやってみたがり!知りたがり!
- みんなを楽しく優しい気持ちにさせる天才!

### ゴーちゃん
- 名前の由来：UXの地デジのリモコンナンバー『5』から
- 足についた車輪が特徴。
- 頼りになるしっかりもの!
- 情報キャッチが得意!研究熱心でアイデアマン!
- ちょっとおっちょこちょい!